# 活性度
在化学中，活性（英語：activity）即某物质的“有效梯度”，或称为物质的“有效摩尔分数”。此概念由吉尔伯特·路易斯首先提出。通常活性较高的物质反应性较高，被形容成“活泼”（active）；而活性很低的物质则几乎没有反应性，被形容为“惰性”（inert）。
将理想混合物中组分i的化学势表示式中的摩尔（xi）替换为活度（ai），便可得到真实化合物中组分i的化学式，见下：
{\displaystyle \mu _{i}(T,p)=\mu _{i}^{\Theta }(T)+R\cdot T\cdot \ln(x_{i})}
{\displaystyle \mu _{i}(T,p)=\mu _{i}^{\Theta }(T)+R\cdot T\cdot \ln(a_{i})}
理想情况下xi与ai不相等。
活性系数（ri，或称“活性因子”）则按下式定义，相当于真实化合物中i偏离理想情况的程度：
{\displaystyle a_{i}=\gamma _{i}\cdot x_{i}}
粗略的计算常用浓度来代替活性，但在精确的溶液酸度、离子强度以及速率常数、平衡常数等众多计算中都应该使用活度。在溶液中，由于单个离子的活度系数无法从实验得到，一般取电解质两种离子活度系数的平均值，称为“平均活性系数”。平均活度系数通常可从化学手册中查到。一般地讲，溶液越浓，离子电荷越高，温度越高，溶液偏离理想溶液的程度就越大，活度系数越小，活度与浓度的差距就会增大。反之亦然。
下表中列出了氯化钠溶液在不同温度和不同浓度下的活性系数。注意活性系数是无量纲的物理量。
| 浓度 (mol/kg) | 25 °C | 50 °C | 100 °C | 200 °C | 300 °C | 350 °C |
| ------------- | ----- | ----- | ------ | ------ | ------ | ------ |
| 0.05          | 0.820 | 0.814 | 0.794  | 0.725  | 0.592  | 0.473  |
| 0.50          | 0.680 | 0.675 | 0.644  | 0.619  | 0.322  | 0.182  |
| 5.00          | 0.873 | 0.886 | 0.803  | 0.466  | 0.167  | 0.044  |

## 金屬活性
銫  > 銣  > 钾 > 鈉 > 锂 > 鐳 > 鋇 > 鍶 >  鈣 > 鎂 > 鋁 > 鈦 > 锰 > 鋅 > 鉻> 鐵 > 鎘 > 鈷  > 镍 > 錫 > 鉛 > 氫 > 鉍 > 銅 > 鎢 > 汞 > 銀> 鉑 > 金
由此可知，當鋁、鎂金屬工廠或材料發生火災時，不可以使用水或者乾粉滅火器滅火。因為鎂與水發生化學反應，產生的氫氣與空氣混合極易引起爆炸；鹵化烷亦會被分解成有毒的光氣，同樣可能產生爆炸。另外，即便以氮氣或二氧化碳包圍燃燒中的金屬，金屬仍然可能繼續悶燒，並將二氧化碳轉化成有毒的一氧化碳，反而助長火勢。通常第一、二族元素原子序大，其活性就比較大。